# Ванденбрук, Жан-Люк
Жан-Люк Ванденбрук (нидерл. Jean-Luc Vandenbroucke; род. 31 мая 1955, Мускрон, провинция Эно, Бельгия) — бельгийский профессиональный шоссейный велогонщик в 1975—1988 годах. 

## Достижения
1973
1-й  Чемпион Европы в гонке преследования на треке (юниоры)
1-й  Чемпион Бельгии в гонке преследования на треке (юниоры)
1974
2-й Брюссель — Опвейк U23
1975
1-й  Тур Валлонии — Генеральная классификация
1-й — Этап 2b
1-й Омлоп Хет Ниувсблад U23 U23
8-й Чемпионат мира — Групповая гонка (любители)
9-й Гран-при Наций
1976
1-й Étoile des Espoirs — Генеральная классификация
1-й — Этап 3b
1-й Гран-при Фурми
2-й Чемпионат Бельгии — Групповая гонка
5-й Париж — Тур
5-й Трофео Баракки
5-й Гран-при Исберга
8-й Гран-при Наций
1977
1-й Étoile des Espoirs — Генеральная классификация
1-й — Пролог Критериум Дофине
2-й Критериум Дофине
3-й Четыре дня Дюнкерка — Генеральная классификация
3-й Париж — Ницца — Генеральная классификация
3-й Grand Prix d'Aix-en-Provence
4-й Гран-при Наций
4-й Дварс дор Фландерен
4-й Омлоп Хет Ниувсблад
5-й Гран-при Валлонии
5-й Тур дю От-Вар — Генеральная классификация
6-й Джиро дель Эмилия
6-й Схал Селс
6-й Тур Нидерландов — Генеральная классификация
6-й Тур Пикардии — Генеральная классификация
7-й Гран-при Исберга
9-й Париж — Брюссель
9-й Париж — Камамбер
10-й Милан — Сан-Ремо
1978
1-й Circuit des frontières
1-й — Этап 6 Париж — Ницца
3-й Тур Средиземноморья — Генеральная классификация
3-й Тур дю От-Вар — Генеральная классификация
3-й Париж — Брюссель
4-й Четыре дня Дюнкерка — Генеральная классификация
5-й Тур Фландрии
6-й Гран-при Исберга
7-й Гран-при Наций
1979
1-й Гран-при Фурми
3-й Кюрне — Брюссель — Кюрне
3-й Четыре дня Дюнкерка — Генеральная классификация
4-й Джиро ди Ломбардия
4-й Étoile des Espoirs — Генеральная классификация
1-й — Пролог и Этап 2
4-й Тур Средиземноморья — Генеральная классификация
5-й Париж — Тур
7-й Париж — Брюссель
7-й Эшборн — Франкфурт
9-й Критериум дез Ас
9-й Дварс дор Фландерен
1980
1-й Четыре дня Дюнкерка — Генеральная классификация
1-й — Этап 4b
1-й Tour d'Indre-et-Loire — Генеральная классификация
1-й — Этап 2
1-й Гран-при Наций
1-й Трофео Баракки (вместе с Альфонсом де Вольфом)
1-й Гран-при Антиба
6-й Тур дю От-Вар — Генеральная классификация
7-й Джиро ди Ломбардия
8-й Париж — Ницца  — Генеральная классификация
1-й — Этап 6
8-й Étoile des Espoirs — Генеральная классификация
1-й — Этап 5
8-й Омлоп Хет Ниувсблад
9-й Супер Престиж Перно
1981
1-й  Тур Пикардии — Генеральная классификация
1-й  — Очковая классификация
1-й — Этап 3 (КГ)
1-й — Пролог Четыре дня Дюнкерка
2-й Гран-при Антиба
2-й Кюрне — Брюссель — Кюрне
3-й Тур дю От-Вар — Генеральная классификация
3-й Омлоп Хет Ниувсблад
9-й Париж — Ницца  — Генеральная классификация
1-й  — Очковая классификация
1-й — Этап 7а
1982
1-й Париж — Тур
1-й Étoile des Espoirs — Генеральная классификация
1-й — Этап 5
2-й Тур Пикардии — Генеральная классификация
1-й — Пролог
2-й Дварс дор Фландерен
3-й Париж — Ницца — Генеральная классификация
3-й Три дня Де-Панне  — Генеральная классификация
3-й Гран-при Эдди Меркса
4-й Джиро ди Ломбардия
4-й Гран-при Антиба
5-й Трофео Баракки
5-й Четыре дня Дюнкерка — Генеральная классификация
1-й — Пролог
5-й Тур Средиземноморья — Генеральная классификация
8-й Супер Престиж Перно (вместе с Грегом Лемондом)
8-й Гран Пьемонте
1983
1-й Гран-при Эдди Меркса
1-й — Этап 3 Тур Средиземноморья
1-й — Этап 3 Grand Prix du Midi libre
1-й — Пролог и Этап 6 Étoile des Espoirs
2-й Гран-при Исберга
4-й Гран-при Наций
4-й Четыре дня Дюнкерка — Генеральная классификация
5-й Гран-при Антиба
7-й Чемпионат мира — Групповая гонка (проф.)
10-й Гран-при Денена
1984
2-й Четыре дня Дюнкерка — Генеральная классификация
2-й Гран-при Эдди Меркса
2-й Омлоп Хет Ниувсблад
2-й Критериум дез Ас
3-й Этуаль де Бессеж — Генеральная классификация
3-й Тур Фландрии
3-й Тур Бельгии — Генеральная классификация
1-й — Пролог и Этап 4
5-й Гран-при Исберга
6-й Париж — Рубе
6-й Гран-при Наций
7-й Три дня Де-Панне — Генеральная классификация
7-й Тур Средиземноморья — Генеральная классификация
8-й Трофео Баракки
9-й Париж — Тур
10-й Супер Престиж Перно
10-й Гран-при кантона Аргау
1985
1-й Четыре дня Дюнкерка — Генеральная классификация
1-й — Пролог
1-й Три дня Де-Панне — Генеральная классификация
1-й — Пролог Grand Prix du Midi libre
3-й Гран-при Наций
5-й Париж — Тур
8-й Ницца – Алассио
9-й Париж — Брюссель
10-й Гран-при Эдди Меркса
1986
1-й Tour de l'Aude
3-й Три дня Де-Панне — Генеральная классификация
5-й Тур Пикардии — Генеральная классификация
5-й Гран-при Пино Черами
1987
1-й — Пролог Вуэльта Испании
1-й — Пролог Париж — Ницца
1-й — Пролог Вуэльта Валенсии
1-й — Пролог Grand Prix du Midi libre
1-й — Этап 7 Вуэльта Андалусии
3-й Три дня Де-Панне — Генеральная классификация
8-й Тур Пикардии — Генеральная классификация
9-й Тур Арморики — Генеральная классификация
10-й Ле-Самен
1988
1-й — Этап 4а Тур Средиземноморья

## Статистика выступлений

### Гранд-туры
| Гранд-тур                 | 1978 | 1979 | 1980 | 1981 | 1982 | 1983 | 1984 | 1985 | 1986 | 1987 |
| ------------------------- | ---- | ---- | ---- | ---- | ---- | ---- | ---- | ---- | ---- | ---- |
| Джиро д’Италия            | —    | 58   | —    | —    | —    | —    | —    | —    | —    | —    |
| Тур де Франс              | 64   | —    | 33   | 82   | НФ   | 25   | НФ   | НФ   | 119  | —    |
| (c 2010 ) Вуэльта Испании | —    | —    | —    | —    | —    | —    | —    | —    | 78   | НФ   |

| —  | Не участвовал  |
| НФ | Не финишировал |